# Riccardo Michieletto
Riccardo Michieletto, detto Ricky (Treviso, 27 febbraio 1968), è un dirigente sportivo ed ex pallavolista italiano.

## Biografia
Sua moglie Eleonora era una cestista. Ha quattro figli: Francesca, Alessandro, Annalisa – tutti pallavolisti – e Andrea.

## Carriera
Iniziò la sua carriera nel San Giorgio Chirignago, squadra dell'omonima località lagunare e militante nelle serie minori del Veneto. Il salto di qualità avvenne nel 1985, quando fu ingaggiato in Serie A1 da una delle squadre più forti del panorama pallavolistico di quegli anni: il Parma. Qui strinse amicizia con un'altra giovane promessa della pallavolo italiana, Andrea Giani. In quegli anni vinse due scudetti e due Coppe Italia, oltre a quattro titoli europei.
Restò in Emilia fino al 1996, con delle parentesi al Brescia e al Mantova che lo porteranno a giocare in Serie A2. Ritornerà a Mantova in altre due occasioni, nel 1999 e nel 2005, stavolta sponda Top Team Mantova e chiudendo lì la sua carriera di giocatore.
Se la prima parte della sua carriera è legata alla città di Parma, la seconda è legata alle vicende della squadra di Trento. Nel 1996 si trasferì nelle file del Mezzolombardo, ottenendo la promozione in A2. Dopo aver giocato per due anni nella Reima Crema, ritornò nella città tridentina dove la squadra, ora chiamata Trentino, era approdata in A1 con l'acquisizione, nel 2000, del titolo sportivo del Porto Ravenna. Prima di chiudere la carriera a Mantova militò un anno nella formazione di A2 di Castelnuovo del Garda.
Nella stagione 2007-08 iniziò la sua carriera da dirigente, precisamente con il ruolo di team manager della Trentino.

## Palmarès

### Club
- Campionato italiano: 2

1991-92, 1992-93
- Coppa Italia: 2

1986-87, 1991-92
- Coppa delle Coppe: 2

1987-88, 1988-89
- Coppa CEV: 1

1991-92
- Supercoppa europea: 1

1989